# Kleinwüchsige im Alten Ägypten
Kleinwüchsigen wurde im Alten Ägypten eine besondere Stellung am Königshof und in der öffentlichen Gesellschaft eingeräumt. Könige und Mitglieder der Elite erfreuten sich besonders während der Frühzeit und des Alten Reiches daran, einen Kleinwüchsigen am Hof unterhalten zu dürfen.
Darstellungen von Kleinwüchsigen sind eher selten, die frühesten Beispiele stammen aus der frühdynastischen Epoche. Aus der Zeit des Alten Reiches sind die ersten genaueren Bezeichnungen und Beschreibungen von Kleinwüchsigen überliefert. Aus dieser Epoche sind auch die häufigsten Abbildungen und Inschriften über Kleinwüchsige erhalten. Kleinwüchsige Menschen wurden mit besonderen Ämtern, Berufen und Aufgaben betraut. Wie auch normalwüchsigen Menschen war ihnen jederzeit ein Karriereaufstieg und die Gründung einer eigenen Familie möglich. Ab dem Neuen Reich scheinen Respekt und Wertschätzung gegenüber Kleinwüchsigen (aber auch anderen behinderten Menschen) allmählich nachgelassen zu haben. Aus dieser Zeit stammen erste Mahnschriften, die an die einstmalige Hochachtung und Wertschätzung gegenüber Kleinwüchsigen erinnern und zu mehr Respekt aufrufen.
Kleinwüchsige wurden in die religiös-kultische Glaubenswelt der Alten Ägypter eingebunden. Während zum Beispiel Bes selbst eine reine Zwergengottheit war, wurden anderen Göttern (besonders Re und Ptah) zumindest zwergengestaltige Erscheinungsformen zugesprochen.

## Bezeichnungen und Darstellungen

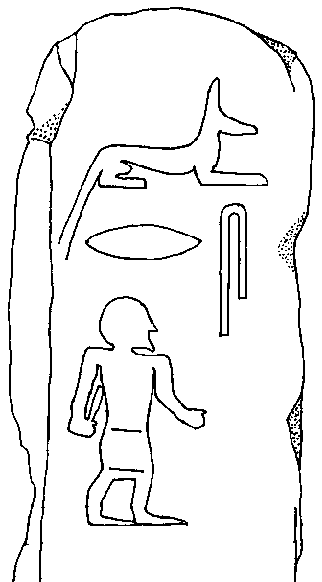
Grabstele des Hofzwergs Ser Inpu (1. Dynastie), Fundort: Abydos.

Die Alten Ägypter hatten drei verschiedene Bezeichnungen für Kleinwüchsige. Ab dem Alten Reich verwendeten sie je nach Transkription das Wort Deneg, Daneg oder kurz Dag, was sich mit „kleiner Mensch“, „Zwerg“ oder „Pygmäe“ übersetzen lässt. Das Wort konnte sowohl voll ausgeschrieben, mit dem Determinativ eines Kleinwüchsigen kombiniert oder nur durch das Determinativ selbst ausgedrückt werden. Es gab eine männliche Schreibform (Deneg/Dag) und eine weibliche Schreibform (Deneget/Daget). Kombiniert mit dem Determinativ für „Tänzer“ (Gardiner-Zeichen A32) werden Kleinwüchsige als „Tanzzwerg“ (ägypt. deneg ibau) beschrieben. In Kombination mit dem Zeichen für „Kleidung“ (Gardiner-Zeichen S28) hingegen werden Kleinwüchsige als „Kleiderzwerg“ (deneg chebes) bezeichnet. Ab dem Mittleren Reich tritt das Wort Nemu auf, was „Verwachsener“ bedeutet und für Zwerge in religiösen, magischen und mythologischen Kontexten verwendet wurde. Eine dritte Bezeichnung, Hewa, bedeutet eigentlich „Treiber“ oder „Hirte“. In Bezug auf Zwerge bedeutet es hingegen „der Gekrümmte“, was auf die körperliche Gestalt von Kleinwüchsigen abzielt.
Dargestellt wurden Kleinwüchsige meist mit normal proportioniertem Oberkörper und Gesicht, jedoch mit stark gedrungenen, verkürzten Gliedmaßen, was auf Kleinwuchs durch Achondroplasie oder Hypochondroplasie schließen lässt. Es gibt allerdings auch Darstellungen von Kleinwüchsigen mit völlig normal proportionierten Gliedmaßen, wobei hier offen ist, ob die abgebildeten Personen tatsächlich Mitglieder einer bestimmten afrikanischen Ethnie mit geringer Durchschnittsgröße waren, oder ob sie nur so klein dargestellt wurden, um a) ihre niedere Stellung auszudrücken (Bedeutungsgröße) oder b) das Hauptmotiv des Reliefs deutlicher hervortreten zu lassen.
Früheste eindeutig zuweisbare Darstellungen von Kleinwüchsigen treten auf Grabstelen der 1. Dynastie auf. Die meisten von ihnen stammen aus der königlichen Nekropole von Abydos und sind heute stark beschädigt oder zerbrochen. Weitere Darstellungen finden sich als eingebrannte Tintenaufschriften auf Ton- und Alabastergefäßen. Des Weiteren existieren mehrere Elfenbein- und Schmucksteinstatuetten, die sowohl männliche als auch weibliche Kleinwüchsige porträtieren. Auf sämtlichen erhaltenen Abbildungen und Statuetten tragen die Kleinwüchsigen feine Schurze, breite Goldcolliers und stufenlockige Perücken, was eine besondere Stellung bei Hofe nahelegt. Auf den Grabstelen halten die Figuren Sechem-Zepter und/oder Stoffsiegel, wie sie auch von Priestern des Alten Reiches getragen wurden. Einige weibliche Figuren, die Kleinwüchsige darstellen, werden in einer Körperhaltung gezeigt, die typisch für eine Geburt im Stehen ist. Andere Figuren weisen körperliche Merkmale einer Schwangerschaft auf. Möglicherweise wurden solche Zwergenfiguren als Votivgaben und Talismane verwendet, um Schwangeren Glück und gesunde Kinder zu bescheren.
Im Mittleren Reich und während der Amarna-Zeit werden Abbildungen von Kleinwüchsigen immer seltener. Unsicher ist, ob Kleinwuchs tatsächlich seltener vorkam, oder ob dessen sozialer Status immer tiefer gesunken war, sodass Kleinwüchsige nicht mehr eine derart ausgezeichnete Stellung genossen wie im Alten Reich und davor. Die erhaltenen, figürlichen wie zweidimensionalen Darstellungen von Zwergen weisen deutliche künstlerische Hommagen an das Alte Reich auf, wie Alabasterfiguren aus dem Grab des Tutanchamun (18. Dynastie) belegen. In Texten und privaten Reliefs tauchen Bezeichnungen und Abbildungen von Kleinwüchsigen so gut wie gar nicht mehr auf.

## Möglicher Kauf und Erwerb
Kleinwüchsig Geborene wurden möglicherweise durch Kauf erworben. Hermann Junker verweist auf Reliefinschriften sowie die Arbeiten von Jacques Jean Clére und Hans Felix Wolf und führt als möglichen Beleg das ägyptische Wort Isuu an. Dieses bedeutet übersetzt „Ich habe (dies) gekauft“, woraus sich sinnbildlich „Käufling“ ableiten lässt. Es muss allerdings offenbleiben, ob Kleinwüchsige tatsächlich aus Menschenhandel stammten oder ob sie sich nicht eher selbst „vermieteten“. Es war auch unter Normalwüchsigen nicht unüblich, dass beim Wechsel des Arbeitgebers/Hausherrn oder bei außerhäuslichen Aufführungen und Tätigkeiten so etwas wie eine Ablösesumme in Form von Naturalien ausgehandelt wurde. Es sind durch Inschriften aber auch Fälle belegt, in denen Kleinwuchs innerhalb einer Familie auftrat und der jeweilige Kleinwüchsige somit nicht käuflich oder durch Schenkung erworben worden war.

## Unterscheidung von kleinwüchsigen Ägyptern und Kleinwüchsigen anderer Herkunft
Die Ägypter unterschieden offenbar zwischen kleinwüchsigen Einheimischen und den tanzbegabten Kleinwüchsigen afrikanischer Ethnien. Hermann Junker vermutet, dass die „Tanzzwerge“ Ethnien mit geringer Durchschnittsgröße aus dem heutigen Sudan oder Äthiopien entstammten (früher als „Pygmäen“ bezeichnet). Letztere wurden ausschließlich für den Tempeltanz und für besondere, akrobatische Festaufführungen angestellt. Kleinwüchsige Ägypter hingegen machten berufliche Karrieren in Amts- und Handwerksbereichen.

## Soziale Stellung und Berufe

### Soziale Stellung
Während des Alten Reiches genossen kleinwüchsige Ägypter aufgrund ihres Kleinwuchses eine besondere soziale Stellung bei Hofe. Die Alten Ägypter fassten Kleinwuchs als besondere Gabe auf; Diskriminierung oder gesellschaftliche Ausgrenzung war ihnen zunächst fremd. In den zahlreichen medizinischen Papyri des Mittleren und Neuen Reiches, aber auch der späteren Epochen, wird Kleinwüchsigkeit weder erwähnt noch behandelt. Daraus schließen Mediziner und Ägyptologen wie John F. Nunn, dass sich die Alten Ägypter offenbar bewusst waren, dass Kleinwuchs angeboren und deshalb nicht medizinisch behandelbar war. Stattdessen wurde es eher als „göttliche Manifestation“ interpretiert und von der altägyptischen Gesellschaft akzeptiert.
In vielen Fällen scheinen Kleinwüchsige in Familien, in die sie aufgenommen wurden, als vollwertige Mitglieder akzeptiert worden zu sein, da ihnen besondere Aufgaben anvertraut und sie von Generation zu Generation weiter angestellt wurden. Im Haushalt des Königs genossen sie ebenfalls hohes Ansehen; auch hier wurden ihnen innerfamiliäre Aufgaben und Stellungen zugesprochen, für die eigentlich besondere Amts- und Rangtitel nötig waren. Daraus kann geschlossen werden, dass zu dieser Zeit Kleinwüchsige in der ägyptischen Gesellschaft hohes Ansehen genossen und nicht bloß Statussymbol waren, auch wenn sie für ihren Hausherren/König ein solches darstellen konnten. Kleinwüchsige waren der wohlhabenden Elite und dem Königshof vorbehalten. Die gehobene gesellschaftliche Stellung Kleinwüchsiger drückt sich auch in den Nebenbegräbnissen der 1. Dynastie aus. Zu dieser Zeit war es üblich, dass die engsten Vertrauten und Verwandten ihrem Herrscher in den Tod folgen mussten. Die mitbestatteten Kleinwüchsigen gehörten demzufolge zum engeren Familienkreis und durften daher direkt neben ihrem Herrscher begraben liegen.
Aus der Regierungszeit von König Pepi II. (6. Dynastie) ist ein Brief des Herrschers an Harchuf, einen Vorlesepriester, Gaufürst und Expeditionsleiter auf Elephantine, erhalten. Harchuf hat von einer Expedition aus Punt einen Kleinwüchsigen mitgebracht, den der junge König unbedingt sehen möchte, weshalb er Harchuf anweist, alles Mögliche zu tun, damit der „Zwerg“ heil in der Residenz ankommt. Er mahnt Harchuf zur Eile und weist ihn an, ständig Wachen für den Kleinwüchsigen aufzustellen, damit er während der Fahrt auf dem Nil auf keinen Fall ins Wasser fällt. In dem Brief ist auch zu lesen, dass König Pepi sich mehr freut, „jenen Tanzzwerg“ zu sehen, als über „alle schönen Dinge, die aus Bia und Punt sind“. Auch verspricht Pepi dem General, dass er ihn für seine Mühen reichlich belohnen wird. In dem Brief wird auch erwähnt, dass schon früher „Zwerge“ aus Punt nach Ägypten gebracht worden sind, so unter Bawerdjed während der Herrschaft von König Djedkare-Isesi.

### Familiengründung

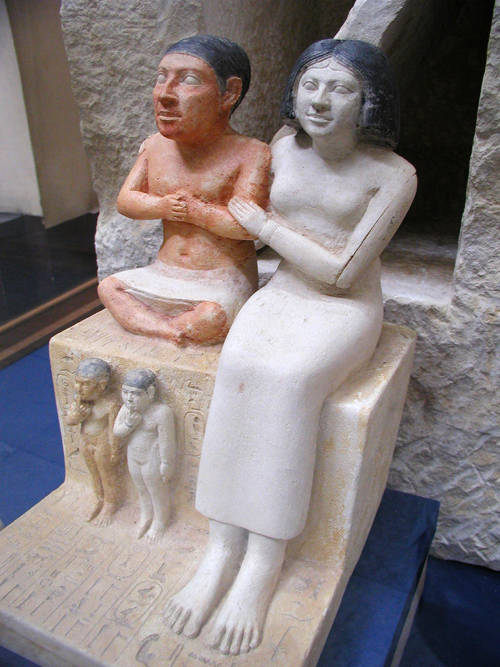
Statuengruppe des kleinwüchsigen Hofbeamten Seneb und seiner Familie

Der besondere Fall des Hofbeamten Seneb (späte 4. oder frühe 5. Dynastie; Altes Reich) belegt, dass Kleinwüchsige Familien mit Normalwüchsigen gründen konnten und nicht nur untereinander heirateten. So war Seneb mit der normalwüchsigen Prinzessin Senetites verheiratet und hatte mit ihr zwei Töchter (Auib-en-Chufu und Semeret-Radjedef) und einen gemeinsamen Sohn (Anch-ima-Radjedef). Senebs Fall beweist zudem, dass die Kinder von Kleinwüchsigen körperlich gesund zur Welt kommen konnten. In Fällen, in denen Kleinwüchsige als Aufseher anderer Kleinwüchsiger ausgewiesen sind, ist denkbar, dass es sich um kleinwüchsige Familienmitglieder des Erstgenannten handelt, doch muss dies offenbleiben, da typische Bezeichnungen wie „Sohn“ und/oder „Tochter“ fehlen. Außerdem war es unter Künstlern des Alten Reiches nicht unüblich, ein und dieselbe Person mehrmals abzubilden, zum Beispiel wenn diese mehrere Ämter und Berufe gleichzeitig ausübte.
Ein ähnlicher Fall ist jener des „Hof- und Tanzzwerges“ Per-ni-anchu. Auch von ihm ist eine Statue erhalten, sie zeigt ihn mit sehr ähnlichen körperlichen Fehlbildungen. Auch Per-ni-anchu hatte einen normal proportionierten Torso, normal großen Kopf und verkürzte Arme und Beine. Allerdings war sein Nacken verkürzt und ein Bein war etwas länger als das andere. Daher vermuten Spezialisten wie Chahira Kozma, dass Per-ni-anchu neben Achondroplasie auch unter Elephantiasis gelitten haben könnte. Da seine Mastaba sehr nahe an Senebs Grab liegt (also ebenfalls in Gizeh), mag Per-ni-anchu der Bruder oder gar der Vater von Seneb gewesen sein. Genau wie Seneb war Per-ni-anchu mit einer normalwüchsigen Frau verheiratet.

### Berufe
In den Mastabas des Alten Reiches werden die verschiedenen Berufe und Ämter von Kleinwüchsigen dargestellt und beschrieben. Da ihr Kleinwuchs keine schwere körperliche Arbeit erlaubte, wurden sie in den Berufen beschäftigt, die eher Fingerfertigkeit, Geschick und Kreativität erforderten. So waren Kleinwüchsige unter anderem Juweliere, Kleider- und Stoffhersteller, Sandalen- oder Schmuck- und Gefäßträger oder für das Ausführen von Haustieren an der Leine zuständig. Oft werden sie gezeigt, wie sie normalwüchsige Bedienstete und Opferbringer während einer Prozession oder auch bei der Jagd begleiten und ihnen assistieren.
Kleinwüchsige scheinen vor allem gern als Tierpfleger eingesetzt worden zu sein. Insgesamt sind 22 Reliefdarstellungen aus dem Alten Reich erhalten, die sie bei der Pflege, Betreuung und Dressur von Haustieren zeigen. Bevorzugt führten sie Hunde, Katzen und Meerkatzen aus, wohl deshalb, weil diese Tiere besonders leicht zu zähmen waren und den Kleinwüchsigen nicht allzu schnell gefährlich wurden. Nur eine Darstellung zeigt einen Kleinwüchsigen, der einen Leoparden an der Leine führt. Sie befindet sich im Grab des hohen Beamten Nianch-nesut. In einer weiteren Darstellung, im Grab des hohen Beamten Nefer, stibitzt ein Äffchen Obst aus dem Tragekorb eines solchen und spielt mit seiner Leine. Weitere Abbildungen mit Kleinwüchsigen und kleinen Affen legen nahe, dass die Äffchen ihnen gleichsam assistierten: Im Grab des hohen Beamten Kaaper zeigt eine Szene einen Kleinwüchsigen und sein Äffchen, wie sie beide einem Flötisten und einem Harfespieler den Takt vorgeben. Kleinwüchsige waren selbst oft als Musiker und Dirigenten tätig, auch wenn Abbildungen von musizierenden Kleinwüchsigen sehr selten sind. Eine diesbezüglich einmalige Darstellung findet sich im Grab des hohen Beamten Nikau-Inpu in Gizeh. Der dort musizierende Zwerg spielt auf einer Harfe.
Wie bereits eingangs erwähnt, legen die Inschriften des Alten Reiches nahe, dass auch für Kleinwüchsige die Möglichkeit bestand, in ihren Berufen und Ämtern Karriere zu machen und aufzusteigen. Titel wie zum Beispiel „Aufseher über die Zwerge im Haus-der-Kleider“, „Aufseher über die Goldschmiede“ und „Palastvorsteher“ sowie Ehrentitel wie zum Beispiel „Freund des Königs“ und „Von seinem Herrn geliebt“ beweisen, dass Kleinwüchsigen dieselben gesellschaftlichen wie beruflichen Chancen und Vergünstigungen eingeräumt wurden wie Normalwüchsigen. Ob sie auch in religiös-kultische Dienste und Rituale direkt eingebunden wurden oder lediglich assistierende Aufgaben ausübten, ist unklar. Die Inschriften und Darstellungen, die mit Feierlichkeiten wie dem Sed-Fest und dem Hathor-Fest verbunden sind, erlauben keine genaueren Rückschlüsse, da die Begleitinschriften zwar die Namen der Kleinwüchsigen nennen, nicht aber ihre Tätigkeit während des Festes.

## Kleinwüchsige in späteren Epochen
Im Neuen Reich und in späterer Zeit nahm die besondere Wertschätzung für Kleinwüchsige offenbar ab. Sie wurden nur noch selten im Funktionskontext bei der Ausübung ihrer Berufe gezeigt, die Darstellungen dienten nun wohl eher der Belustigung oder gar Verspottung. In den Weisheitslehren des Amenemope (Papyrus British Museum 10474; 19. Dynastie) wird explizit dazu aufgerufen, Kleinwüchsige (aber auch Blinde, Krüppel und Autisten) nicht zu hänseln oder über sie zu lästern. Historiker und Gelehrte bewerten Amenemopes Weisheitslehren als öffentlichen Appell, der sich gegen möglichen drohenden moralischen Verfall innerhalb der ägyptischen Gesellschaft richten sollte.

## Kleinwüchsige Gottheiten

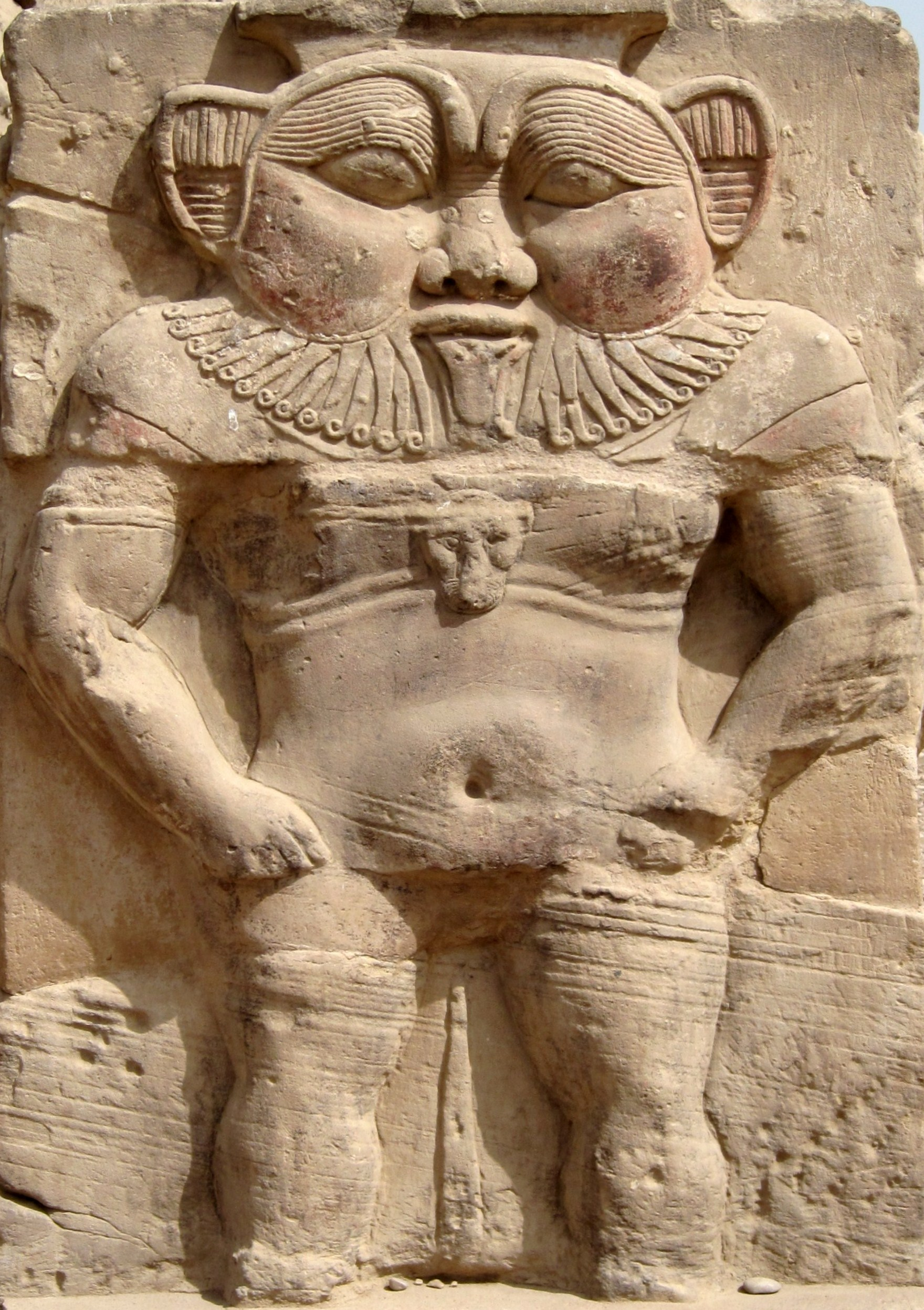
Der Gott Bes auf einem Relief aus dem Tempelkomplex von Dendera

Die Menschen im Alten Ägypten verehrten viele kleinwüchsige Gottheiten. Die bekannteste unter ihnen ist der Gott Bes, der ab der 12. Dynastie sicher belegt ist und vermutlich ursprünglich aus dem Sudan stammt. Bes war der Gott des Glücks, des Tanzes und der Träume. Er galt aber auch als Geburtsgott. Dargestellt wird er als Kleinwüchsiger mit Löwenohren, krummen Beinen und mit bärtigem, fratzenhaftem Gesicht. Meist trägt er eine Federkrone auf dem Kopf, wie sie später typisch für Darstellungen von Hethitern war. Bes gehört zu den wenigen Gottheiten Ägyptens, die stets frontal dargestellt wurden und dadurch schwerlich mit anderen Gottheiten verwechselt werden konnten.
Ab dem Neuen Reich erscheinen Kleinwüchsige in religiösen Schriften, die sich zentral um den Sonnengott Re drehen. In einem dieser Papyri aus der Ludwig-Borchardt-Sammlung wird Re als „Zwerg des Himmels“, „Zwerg, der zwischen Himmel und Erde ist“, und als „Verwachsener, der in der Mitte des Himmels ist“, umschrieben. In Papyrus Salt wird eine Zwergengottheit angerufen, die als „Zwerg von Ober- und Unterägypten“ verehrt wird. Der Name dieser Gottheit ist jedoch nicht überliefert. Im demotischen Papyrus Leiden wird ebenfalls eine kleinwüchsige Gottheit angerufen, die sehr wahrscheinlich mit Re verknüpft oder gar mit diesem identisch ist. Die Gottheit beschreibt sich selbst als „edler Zwerg, der in den versiegelten Höhlen ist“. Die implizierte Verbindung zu Re geht aus der Erwähnung der „versiegelten Höhlen“ hervor: Auch Re soll sich in „versiegelten Höhlen“ verbergen, wenn er ruht.
Aus dem Neuen Reich und späteren Epochen stammen beschriftete Skarabäenanhänger, auf denen Kleinwüchsige mit der Gottheit Chepri (die mythologische Jugendform des Re) gleichgesetzt und mit skarabäengestaltigem Oberkörper dargestellt werden. Der ptolemäische Papyrus Insinger enthält in Kolumne 24, Zeile 8–9 den Spruch: „Der kleine Skarabäus ist groß wegen seiner verborgenen Gestalt, der Zwerg ist groß wegen seines Namens!“
Eine weitere, wenn auch recht seltene Zwergengottheit ist Ptah-Pataka („Ptah, der Starke“), eine Erscheinungsform des Hauptgottes Ptah. Ptah-Pataka wird als Kleinwüchsiger mit kahlgeschorenem Kopf, beziehungsweise mit Rundkappe, wie sie Ptah stets trägt, dargestellt. Eine andere kleinwüchsige Form von Ptah wurde Ptah-segem-panem („Ptah, der Zuhörer“) genannt.
Auch der Mond- und Zeitgott Thot konnte in kleinwüchsiger Form in Erscheinung treten: Kleine Amulette zeigen Körper von menschlichen Kleinwüchsigen mit den Köpfen von Pavianen. Der Kleinwuchs von Gottheiten sollte wahrscheinlich ihre schöpferischen und kreativen Aspekte sowie die Eigenschaften als Schutzgottheiten verdeutlichen, da menschliche Kleinwüchsige selbst in hauptsächlich handwerklichen („schöpferischen“) wie gestalterischen („kreativen“) Berufen tätig waren.

## Bekannte Kleinwüchsige
Namentlich bekannte Kleinwüchsige sind unter anderem Nefer, Hednub und Serinpu, die alle in der 1. Dynastie wirkten und als Zeichen der Wertschätzung und Achtung in königlichen Nebenbegräbnissen ihre letzte Ruhe fanden. Auch in Nebenbegräbnissen der Könige Wadji und Semerchet wurden die Überreste kleinwüchsiger Menschen entdeckt. Ihre Namen sind jedoch nicht erhalten. Aus dem Alten Reich sind Nianch-Djedefre, Per-ni-anchu (4. Dynastie) und eben besonders Seneb (4. oder 5. Dynastie) bekannt. In späteren Epochen blieben die Namen der Zwerge oft unüberliefert, Ausnahmen sind die Zwergin Daget-Neith und der Kleinwüchsige Djehu, die während der Spätzeit lebten.

## Literarische Darstellung
Im dritten Band von Thomas Manns monumentaler Roman-Tetralogie Joseph und seine Brüder nehmen zwei Kleinwüchsige wichtige Rollen ein. Die Handlung dieses Bandes spielt im Alten Ägypten und erzählt die biblische Geschichte von Josephs Aufstieg als Diener im Haus des Potifar. In Manns Literarisierung gehören zu Potifars Hauswesen die „Zwerge“ Dûdu und Gottliebchen (mit vollem Namen Se' ench-W en-nofre-Neteruhotpe-em-per-Amun), die als Gegenspieler fungieren und Joseph gegensätzlich gesinnt sind. Während Gottliebchen sofort Sympathie zu Joseph fasst und den Hausmeier zum Kauf des jungen Sklaven drängt, versucht Dûdu, der „Kleiderwart“ und „Vorsteher der Schmuckkästen“ von Potifar, Josephs Aufstieg zu schikanieren.
Dûdu wird von Mann als „grundsatzfrommer Zwerg“ mit manieriertem Verhalten gezeichnet, der sehr viel darauf hält, mit Zeset (einer „Ausgedehnten“) verheiratet zu sein und mit ihr die normalwüchsigen Kinder Esesi und Ebebi zu haben. Gottliebchen hingegen wird als komische Gestalt mit einer zahmen Meerkatze auf der Schulter geschildert. Er trägt viele Spottnamen („Wesir“, „Schepses-Bes“ oder „Bes-em-Heb“) und sein Gesicht ist „kindlich-greis, kleinfaltig, verhutzelt und alraunenhaft“. Anregung für die literarische Darstellung der Kleinwüchsigen fand Mann im Buch Aegypten und aegyptisches Leben im Altertum von Adolf Erman/Hermann Ranke, einem Standardwerk der altägyptischen Kulturgeschichte aus dem Jahr 1923. Zudem waren ihm die Statuen des Seneb und des Bes bekannt, unter anderem aus der Geschichte Ägyptens des amerikanischen Ägyptologen James Henry Breasted (1936 auf Deutsch erschienen).